# Lilia Izquierdo
Lilia Izquierdo Aguirre (ur. 10 lutego 1967 w Hawanie) – kubańska siatkarka, reprezentantka kraju, atakująca.
Trzykrotna mistrzyni olimpijska (1992 – Barcelona, 1996 – Atlanta i 2000 – Sydney).
W 1994 i 1998 r. zdobyła złoty medal mistrzostw świata.